# Étamine (tissu)

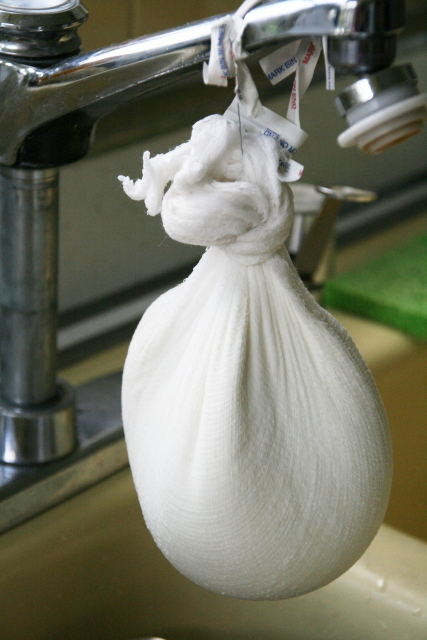

Cet article concerne le tissu. Pour l'organe mâle de la reproduction chez les végétaux supérieurs, voir Étamine.
L'étamine est un tissu lâche, fait de crin, de soie, de laine ou de fil d'autres matières, mince et souple, pouvant également être métallique. 
Par extension, une étamine est un filtre fait d'un tel tissu, servant à passer des liquides alimentaires.

## Usages

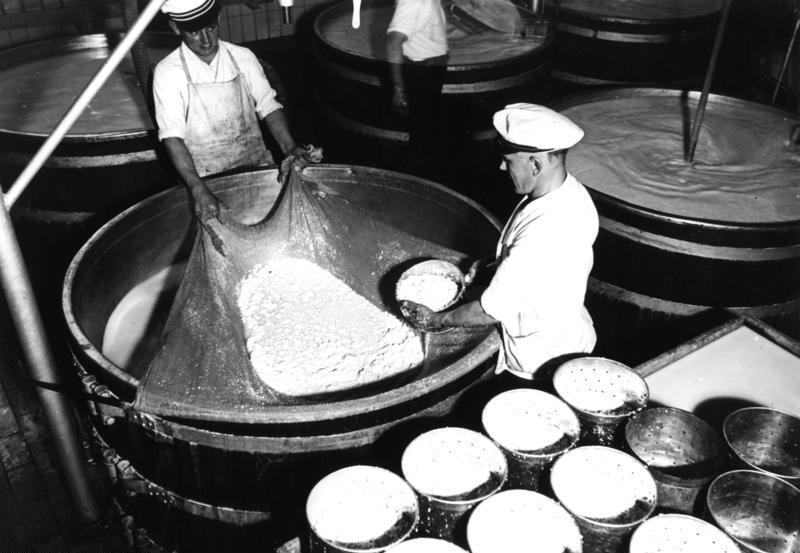
Récupération du caillé dans une étamine.

### Mode
Dans le domaine de la mode, notamment féminine, il est utilisé pour des foulards, corsages, chemises, jupes, lingeries et linges de nuit. 

### Décoration d'intérieur
Dans le domaine de la décoration d'intérieur, il est employé pour des voilages. 
Une étamine est aussi un canevas servant à faire de la tapisserie. 

### Usages alimentaires
À la condition qu'il soit apte au contact alimentaire, l'étamine a des usages alimentaires. D'une façon générale, il sert à tamiser (par exemple bluter la farine dans un blutoir) ou filtrer (des liqueurs, des sauces, des gelées, etc.). On désigne par « étamine » tout tissu ou toile fine utilisé à ces fins.
Dans les laiteries, l'étamine sert pour la transformation de produits laitiers (égouttage du lait caillé durant l'élaboration du fromage). On le désigne aussi sous le nom de « coton à fromage ».

### Pavillons de marine
Avant l'apparition des fibres textiles synthétiques, la « pavillonnerie » des navires était en étamine.

## Sources et références
1. 1 2  « ÉTAMINE : Définition de ÉTAMINE », sur www.cnrtl.fr (consulté le 12 juillet 2024)